# Frumușița
Frumușița è un comune della Romania di 5 362 abitanti, ubicato nel distretto di Galați, nella regione storica della Moldavia.
Il comune è formato dall'unione di 3 villaggi: Frumușița, Ijdileni, Tămăoani.